# Abachrysa eureka
Abachrysa eureka is een insect uit de familie van de gaasvliegen (Chrysopidae), die tot de orde netvleugeligen (Neuroptera) behoort. 
Abachrysa eureka is voor het eerst wetenschappelijk beschreven door Banks in 1931.